# Ptilium caesum
Ptilium caesum är en skalbaggsart som beskrevs av Wilhelm Ferdinand Erichson 1845. Ptilium caesum ingår i släktet Ptilium, och familjen fjädervingar. Arten är reproducerande i Sverige.